# Rita Hunter
Rita Hunter, CBE, (Wallasey, 15 agosto 1933 – Sydney, 29 aprile 2001), è stata un soprano inglese drammatico.

## Biografia
Rita Hunter nacque a Wallasey, nel Merseyside e visse a Limekiln Lane. Durante la sua infanzia i suoi genitori, entrambi appassionati di music-hall, avrebbero accompagnato Rita in molte delle tournée finali degli ultimi artisti che si esibivano. Studiò canto a Liverpool con Edwin Francis e successivamente a Londra con Redvers Llewellyn e Clive Carey. Entrò a far parte della Compagnia del Teatro Sadler's Wells nel 1957 e cantò nel coro con loro per due anni prima di andare in tournée con la Carl Rosa Opera Company. Ottenne quindi una borsa di studio dalla Contessa di Munster Trust, che le permise di studiare per un anno con Dame Eva Turner. Successivamente tornò alla compagnia come cantante principale e qui si esibì come Senta ne L'olandese volante, Musetta in La bohème, Odabella in Attila, Fata Morgana in L'amore delle tre melarance, Donna Anna in Don Giovanni, Amelia in Un ballo in maschera, Santuzza in Cavalleria rusticana, Elizabetta in Don Carlo e Leonora ne Il trovatore.
Rita Hunter sarà ricordata come uno dei maggiori soprani wagneriani del tardo XX secolo, in particolare per le sue esibizioni come tutte e tre le Brünnhilde nel ciclo dell'Anello, diretta da Reginald Goodall alla English National Opera. In questa produzione fu affiancata da Alberto Remedios (che aveva studiato canto nello stesso periodo della Hunter a Liverpool con Edwin Francis) come Sigfrido e Norman Bailey come Wotan. Le registrazioni basate su questa produzione, con gli stessi artisti, sono considerate tra le migliori disponibili, anche se cantate, secondo la prassi ENO, in inglese.
In un'intervista del 1979 la Hunter espresse la sua insoddisfazione per il fatto di dover cantare la stessa parte in inglese e nelle lingue originali. "Trovo molto difficile imparare un ruolo in diverse lingue. Il fraseggio è diverso, bisogna respirare in un posto diverso." Ricordò anche di aver dovuto conoscere "Santuzza in tre diverse traduzioni in inglese oltre che in italiano". Trovava l'italiano più facile da imparare e memorizzare del tedesco.
Nella produzione del Ciclo dell'Anello di Glen Byam Shaw, la qualità del canto e dell'interpretazione della Hunter permise al pubblico di non tener conto della sua statura fuori misura (che si conformava a tutti i pregiudizi sui soprani wagneriani) e poche hanno eguagliato la sua capacità di convincimento nel ruolo di Brünnhilde. Debuttò al Metropolitan Opera il 19 dicembre 1972 ne La Valchiria, con grande successo (il direttore era Erich Leinsdorf e Dame Gwyneth Jones nel ruolo di Sieglinde). Interpretò Brünnhilde ne Il crepuscolo degli dei al Covent Garden e cantò lì anche la parte di Senta con breve preavviso. Gli spettacoli successivi del Met de La Valchiria nel 1975 della Hunter videro cantare Birgit Nilsson nei panni di Sieglinde e furono dirette da Sixten Ehrling.
Si esibì in Wagner e altre opere a Monaco, Seattle, New Orleans, San Francisco e con la Welsh National Opera. In una memorabile stagione di San Francisco interpretò i ruoli di Norma e Sieglinde nella stessa settimana.
Tra i direttori con i quali ha lavorato e che furono congeniali con lei, ha citato Carlo Felice Cillario e Richard Bonynge.

## Onorificenze
Nel 1980 è stata nominata commendatore dell'Ordine dell'Impero Britannico (CBE).

## Autobiografia
Nel 1981 si trasferì a Sydney per entrare all'Opera Australia. La sua autobiografia, Wait till the sun shines, Nellie, fu pubblicata da Hamish Hamilton nel 1986. Morì a Sydney nel 2001, all'età di 67 anni.